# 小郡市立立石中学校
座標: 北緯33度24分46.48秒 東経130度35分18.715秒
小郡市立立石中学校（おごおりしりつたていしちゅうがっこう）は、福岡県小郡市にある公立中学校。

## 沿革
- 1947年（昭和22年）4月1日 学校教育法に基づき､福岡県三井郡立石村立立石中学校設立
- 1947年（昭和22年）4月16日 立石小学校を使用し､6学級にて発足
- 1948年（昭和23年）4月20日 立石中学校父母教師会発足
- 1948年（昭和23年）7月31日 第1期工事(普通教室8､西便所）竣工
- 1948年（昭和23年）11月23日 第2期工事（普通教室1､校長室､図書室､職員室､宿直用務員室東便所）竣工
- 1951年（昭和26年）3月19日 第3期工事(衛生室､理科室､裁縫室､家事室､音楽室）竣工
- 1951年（昭和26年）4月16日 校門設立
- 1952年（昭和27年）10月6日 校旗作定入魂式挙行
- 1954年（昭和29年）10月26日 校歌制定 （ 作詞 野田宇太郎、 作曲 森脇憲三 ）
- 1955年（昭和30年）3月28日 老朽校舎3教室改築竣工
- 1955年（昭和30年）3月31日 町村合併により小郡町立立石中学校と改称
- 1957年（昭和32年）9月17日 創立10周年記念式典挙行
- 1961年（昭和36年）2月16日 体育館落成式
- 1963年（昭和38年）7月19日 図書室竣工
- 1964年（昭和39年）9月29日 技術室竣工
- 1967年（昭和42年）10月30日 創立20周年記念行事
- 1968年（昭和43年）9月6日 プール竣工
- 1968年（昭和43年）9月20日 中学校単独にて運動会を始める
- 1971年（昭和46年）6月1日 学校給食開始(センター方式）
- 1972年（昭和47年）4月1日 市制施行により、小郡市立立石中学校と改称
- 1973年（昭和48年）3月2日 校旗新調入魂式挙行
- 1973年（昭和48年）3月26日 相撲場竣工式
- 1975年（昭和50年）6月12日 新校舎(普通教室5、管理棟、視聴覚室)竣工
- 1977年（昭和52年）3月20日 創立30周年記念同窓会名簿作成
- 1981年（昭和56年）3月20日 運動場拡張工事完了(東側）
- 1983年（昭和58年）4月14日 運動場拡張工事完了(東南隅）
- 1984年（昭和59年）2月20日 特別教室4、普通教室2、図書室､保健室竣工
- 1984年（昭和59年）7月18日 部室工事完了(8部屋）
- 1985年（昭和60年）12月14日 校訓碑建設
- 1986年（昭和61年）2月4日 ふれあい広場新設
- 1987年（昭和62年）3月5日 体育館竣工
- 1988年（昭和63年）11月14日 LL教室竣工
- 1989年（平成元年）10月15日 P表彰(田篭勝利前PTA会長）
- 1990年（平成2年）3月23日 玄関竣工、技術室竣工
- 1990年（平成2年）5月12日 夜間照明施設竣工
- 1990年（平成2年）6月17日 ふれあい花壇設置(PTA)
- 1991年（平成3年）6月14日 ふれあい花壇増設(PTA)
- 1992年（平成4年）3月9日 防球ネット、フェンス設置
- 1992年（平成4年）9月10日 旧体育館解体工事始まる
- 1993年（平成5年）3月23日 武道場、コンピュータ室落成
- 1996年（平成8年）5月2日 制服検討委員会結成（PTA役員会を検討委員会とする）
- 1997年（平成9年）11月2日 立石中学校創立50周年記念式典

## 部活
- 体育部
  - 野球部 男子
  - ソフトボール部 女子
  - バスケット部 男子
  - 卓球部 男子・女子
  - バレー部 女子

- 特設部
  - 陸上部・駅伝部
  - 合唱部

## 出身者
- 帆足和幸（プロ野球・埼玉西武ライオンズ投手）
- 米倉照恭（アトランタオリンピック、陸上棒高跳日本代表）

## その他
- 学級数は4、生徒総数は121名。（2015年（平成27年）度現在）